# Андреевка (Новомосковский район)
Андре́евка (укр. Андріївка) — село,
Василевский сельский совет,
Новомосковский район,
Днепропетровская область,
Украина.
Код КОАТУУ — 1223281002. Население по переписи 2001 года составляло 385 человек.

## Географическое положение
Село Андреевка находится на правом берегу реки Самара,
выше по течению на расстоянии в 4,5 км расположено село Всесвятское,
ниже по течению на расстоянии в 2 км расположено село Ивано-Михайловка.
По селу протекает пересыхающий ручей с запрудой.

## Подразделение Днепропетровского университета
В Андреевке находится международный Научно-учебный центр «Присамарский биосферный биогеоценологический стационар им. А. Л. Бельгарда» Днепровского национального университета. Биостанция университета была создана здесь в 1932 году А. Л. Бельгардом под руководством профессора Г. Н. Высоцкого на территории усадьбы садовода Г. А. Поплавского. Позже усадьба была передана в дар университету. В 1949 году Присамарский стационар стал подразделением постоянно действующей Комплексной экспедиции ДГУ по изучению лесов степной зоны. А. Л. Бельгард в течение многих лет руководи исследованиями, проводимыми Присамарским стационаром и Комплексной экспедицией, результатом исследований стала разработка нового учения о лесах степной зоны, курс «Степное лесоведение» с 1971 года стал преподаваться в ряде вузов СССР. В Андреевке проходили производственную практику студенты не только украинских вузов, но и Московского, Ленинградского, Тартуского университетов. Только с 1970 по 2010 годы по тематике исследований стационара было защищено более 70 кандидатских и 15 докторских диссертаций.
В 2002 году, к 100-летию со дня рождения А. Л. Бельгарда Присамарскому стационару присвоено имя учёного. В 2010 году стационар преобразован в научно-учебный центр.